# コンドルの血
コンドルの血（コンドルのち、原題：ケチュア語: Yawar Mallku、西: Sangre de Cóndor）は、1969年に製作されたボリビア映画である。製作はウカマウ映像集団で、監督はボリビア人のホルヘ・サンヒネスである。先進国が低開発国援助の名目の元に行っていた貧しい農村の女性に対する不妊手術を告発した作品である。

## あらすじ
ある先進国がボリビアのアンデスの寒村に白人（グリンゴ）の医療チームを派遣した。低開発国援助の名目の元に派遣されたチームは、本人の許諾なしに現地女性の不妊化手術を行っていた。1年半もの間、集落のなかで子供が誕生しないことを不審に思った共同体の長、イグナシオ・マルタが医療チームの診療を受けた女性たちに質問しながら調査を始める。グリンゴたちは古着を贈って村人たちの信頼を勝ち得ようとするが、村人たちは突き返す。グリンゴたちの罪を確信したイグナシオ・マルタは、「女性の腹に死を撒き散らしている」として、報復としてグリンゴたちを去勢すると宣言するが・・・。

## 影響

### ボリビアに派遣されていたアメリカ平和部隊
ホルヘ・サンヒネスの自著によると、この映画がボリビアで公開された後、アメリカによる避妊薬の配布を中止に追い込み、3つの医療施設で働いていたアメリカ平和部隊の隊員を全員国外退去に追い込んだとしいている。また1971年にボリビア大統領であったフアン・ホセ・トレスは、ボリビアに滞在していたアメリカ平和部隊の退去を勧告するに至ったとしている。

### 後年の作品
この撮影でのエピソードは、ホルヘ・サンヒネスの1995年の作品『鳥の歌』のシナリオのベースとなった。

## 作品に対する考察
太田昌国は、「『コンドルの血』が告発した先進国による貧村での不妊化手術について「1960年代当時のアメリカ政府ですらキューバ革命の要因としてラテンアメリカ地域での適切な社会政策がなされないまま放置されてきた絶対的貧困があると認識していた。産児制限を行おうとしない第三世界では将来的に人口爆発が必至であり、食糧危機が目前に迫っているという危機意識に駆られての身勝手な理屈に基づいた暴力」と指摘している。

## 受賞
- 第30回ヴェネツィア国際映画祭（英語版）金舵賞(Golden Rudder) 1969年
- ジョルジュ・サドゥール賞（フランス語版） 1969年

## トリビア
ホルヘ・サンヒネスが率いるウカマウ映像集団を支援している太田昌国は、1975年に旅行中のエクアドルで上映していた「コンドルの血」を見た。一方、ホルヘ・サンヒネスはボリビアから亡命し、エクアドルに滞在中であった。太田とサンヒネスはこの時に知遇を得て、太田が日本でウカマウ映像集団の作品を上映する約束をした。これが、長年にわたって太田がウカマウ映像集団を支援することにつながった。